# Dolo Mistone
Dolo Mistone (Napoli, 5 gennaio 1936 – Napoli, 10 ottobre 2019) è stato un calciatore italiano, attivo come difensore negli anni cinquanta e sessanta.

## Caratteristiche tecniche
Era un terzino sinistro.

## Carriera
Ha trascorso tutta la sua carriera nelle file del Napoli, diventando una bandiera della società in un periodo difficile, durante il quale gli azzurri sono scesi due volte in Serie B, conquistando però il primo trofeo nazionale, la Coppa Italia 1961-1962, in cui tuttavia non disputò la finale contro la SPAL.
Terzino fluidificante, nativo di Napoli e proveniente dal vivaio, dopo un'annata in prestito alla Gladiator Mistone ha debuttato nel finale del campionato di Serie A 1955-1956, diventando titolare del ruolo nella stagione successiva e rimanendovi fino al 1962-1963, per poi alternarsi nelle due stagioni successive con Mauro Gatti. Dopo la promozione in A al termine del campionato 1964-65 (la sua seconda personale dopo quella del 1961-62) Mistone è stato confermato anche per l'annata successiva, nella quale tuttavia non ha mai calcato il campo. Ha concluso la sua carriera con 79 presenze ed una rete in Serie A (realizzata contro l'Udinese nella stagione 1960-61, il 7 maggio 1961 nel pareggio casalingo per 2-2, rete che sancì il risultato finale) e 60 presenze in Serie B. Ha inoltre partecipato a provini per la Nazionale di calcio, pur militando in una squadra allora in Serie B, il 3 gennaio 1962.

## Dopo il ritiro
Domenica 6 dicembre 2009, in ricordo del cinquantesimo anniversario dell'inaugurazione dello Stadio San Paolo avvenuta con una vittoria contro la Juventus per 2-1, il presidente del Napoli Aurelio De Laurentiis ha donato a lui ed ai suoi compagni di squadra di quella partita Elia Greco e Luís Vinício una maglia azzurra con inciso il numero 50. Muore il 10 ottobre 2019 a 83 anni nella sua Napoli.

## Palmarès

### Club

#### Competizioni nazionali
- Coppa Italia: 1

Napoli: 1961-1962

#### Competizioni internazionali
- Coppa delle Alpi: 1

Napoli: 1966